# André Chainat
André Julien Chainat (La Chapelle-Saint-Laurian, 27 juin 1892  - Cannes, 6 novembre 1961) est un aviateur français, as de la Première Guerre mondiale, comptant 16 victoires, dont 11 homologuées. Il faisait partie de l'escadrille des Cigognes.

## Biographie
Chainat s'engage dans l'artillerie, le 25 octobre 1913. Le 22 avril 1914, il est transféré au 2e Groupe d'Aviation et est posté au sein de l'Escadrille B4, (le 'B' signifiant que l'unité volait sur des avions Blériot), le 20 juillet 1914, alors que la guerre est sur le point d'éclater. Il sera par la suite sélectionné pour suivre un entraînement de pilote, et recevra le brevet de pilotage no 1165 le 8 juin 1915. Neuf jours plus tard, il sera promu au grade de caporal. Douze jours après cette nomination, il est affecté à l'Escadrille 23 ; puis transféré plus tard à l'Escadrille 38 le 1er novembre 1915.
Le 17 janvier 1916, il est transféré à l'Escadrille 3. Quatre jours plus tard, il est promu sergent. De mars à septembre 1916, il vola sur un Nieuport et remporta onze victoires, dont certaines partagées avec Georges Guynemer et Alfred Heurtaux. Chainat fut blessé à la suite d'une de ses victoires le 19 juin ; puis une seconde fois, le 7 septembre 1916, ce qui l'éloigna des combats. Le 10 octobre, il est promu adjudant.
Le 1er janvier 1917, Chainat est transféré au 3e Groupe d'Aviation
.
Il reprend du service en 1939-1940, durant la Bataille de France, au sein du Groupe de chasse III/6. En 1939, il débute ce conflit comme commandant en second du groupe de chasse 3/6 Roussillon, fixé sur la base aérienne 122 Chartres-Champhol, avant son déploiement en France, puis en Afrique du Nord.
André Julien Chainat meurt à Cannes le 6 novembre 1961.

## Décorations
- Croix de guerre 1914–1918
- Médaille militaire (1916)[4]
- Grand officier de la Légion d'honneur par décret du 22 novembre 1956[5]